# Удивительная спираль
«Удивительная спираль» (итал. Spira Mirabilis) — итало-швейцарский документальный фильм, снятый Массимо Д’Анольфи и Мартиной Паренти. Мировая премьера ленты состоялась 4 сентября 2016 года на Венецианском кинофестивале. Фильм рассказывает «истории бессмертия», зафиксированные в разных местах Земли.

## Признание
| 2016 | Венецианский кинофестиваль | «Золотой лев» за лучший фильм | «Удивительная спираль» |